# Шаллаи, Имре
Имре Шаллаи (венг. Sallai Imre; 17 декабря 1897, Эрдёфюле, Трансильвания, Австро-Венгрия (ныне — жудец Ковасна, Румыния) — 29 июля 1932, Будапешт) — венгерский коммунист, генеральный секретарь Коммунистической партии Венгрии в 1931—1932 годах (в подполье).

## Биография
После окончания школы слушал лекции учёного-марксиста Эрвина Сабо. Во время Первой мировой войны участвовал в антивоенном движении, совместно с Отто Корвином за подписью «Революционные социалисты» издавал революционные брошюры, в которых призывал солдат брать пример с Октябрьской революции. В мае 1918 года был арестован полицией. Из тюрьмы был освобождён Революцией астр в октябре 1918 года. Принял участие в деятельности Венгерской Советской Республики, входил в редколлегию газеты «Красный солдат» («Vörös katona»).
После разгрома революции находился в эмиграции в Вене и Москве. В СССР работал в Институт Маркса и Энгельса, сотрудничал в Международной Красной помощи; позднее был направлен назад в Королевство Венгрию, где в 1931—1932 был генеральным секретарём КПВ.
После того, как 13 сентября 1931 года террорист-одиночка Сильвестр Матушка по неясным причинам организовал сход с рельсов Венского экспресса с виадука возле Будапешта, премьер-министр Дьюла Каройи ввёл военное положение и обвинил в случившемся коммунистов. В июле 1932 года венгерскими властями был раскрыт подпольный секретариат ЦК Коммунистической партии Венгрии. Несмотря на кампанию общественного протеста, инициированную писателями Аттилой Йожефом и Дьюлой Ийешем, Шаллаи был казнён через повешение 29 июля вместе с другим видным деятелем КПВ Шандором Фюрстом. Писатель Андор Эндре Геллери символически описал процесс над Фюрстом и Шаллаи в рассказе «Казнь украинцев».